# Leichtathletik-Länderkampf der Frauen 1959 BR Deutschland – Niederlande
| 11. Leichtathletik-Länderkampf mit bundesdeutscher Beteiligung 1959 | 11. Leichtathletik-Länderkampf mit bundesdeutscher Beteiligung 1959 |                       |
| ------------------------------------------------------------------- | ------------------------------------------------------------------- | --------------------- |
|                                                                     |                                                                     |                       |
| Ländervergleich der Frauen: BR Deutschland – Niederlande            |                                                                     |                       |
| Austragungsort                                                      | Aachen                                                              |                       |
| Wettbewerbe                                                         | 11                                                                  |                       |
| Datum                                                               | 27. September 1959                                                  |                       |
| 1. FRG 2. NLD                                                       | 61 Punkte 53 Punkte                                                 |                       |
| Chronik                                                             |                                                                     |                       |
| ← ITA-FRG (M)                                                       | FRG-SUI 10kampf (M) →                                               | FRG-SUI 10kampf (M) → |

Den elften Vergleich des Leichtathletik-Länderkämpfe mit bundesdeutscher Beteiligung 1959 bestritten die bundesdeutschen Frauen gegen die Niederlande. Das bereits elfte Aufeinandertreffen der beiden Nationen in einem Frauenländerkampf fand am 27. September in Aachen statt. Auch die bundesdeutschen Männer trugen an diesem Wochenende einen Länderkampf aus, bei dem sie am 26./27. September in Rom gegen Italien antraten.

## Wettbewerbe und Modus
Auf dem Programm standen die bei Frauenländerkämpfen inzwischen fast immer üblichen elf Disziplinen. Dabei wurden vollumfänglich die damals olympischen Frauenwettbewerbe ausgetragen. Zusätzlich gab es Rennen über 400 und 800 Meter, zwei Disziplinen, die 1960 (800 Meter) bzw. 1964 (400 Meter) ins Frauenprogramm der Olympischen Spiele aufgenommen wurden. Gewertet wurde in den Einzeldisziplinen nach dem Standardsystem und in der Staffel mit drei zu eins Punkten.

## Ergebnis
In diesem Jahr ging es knapper zu als in den früheren Begegnungen zwischen diesen beiden Ländern, in denen Deutschland zuvor meist deutlich vorne gelegen hatte. Im Laufbereich entschieden die Niederländerinnen drei Wettbewerbe für sich gegenüber zwei der bundesdeutschen Leichtathletinnen. Beide Teams verbuchten dabei je einen Doppelerfolg für sich. Die Staffel sicherte sich die Bundesrepublik Deutschland. Beide Sprungwettbewerbe gingen bei einem Doppelerfolg an die Niederlande. Die drei Stoß- und Wurfdisziplinen gewannen die bundesdeutschen Sportlerinnen, dabei gab es zwei Doppelerfolge. Damit endete der Vergleich mit einer Gesamtwertung von 61 zu 53 Punkten für die Bundesrepublik Deutschland.

## Resultate

### 100 m
| Platz | Athletin           | Land | Zeit (s) |
| ----- | ------------------ | ---- | -------- |
| 1     | Joke Bijleveld     | NLD  | 11,8     |
| 2     | Helga Hüttmann     | FRG  | 11,8     |
| 3     | Monika Wessel      | FRG  | 12,0     |
| 4     | Ine ter Laak-Spijk | NLD  | 12,3     |

Wind: +2,8 m/s

### 200 m
| Platz | Athletin             | Land | Zeit (s) |
| ----- | -------------------- | ---- | -------- |
| 1     | Jutta Heine          | FRG  | 24,3     |
| 2     | Ellen Ort            | NLD  | 24,7     |
| 3     | Marianne Niederquell | FRG  | 24,9     |
| 4     | Nanne Haase          | NLD  | 25,1     |

### 400 m
| Platz | Athletin           | Land | Zeit (s) |
| ----- | ------------------ | ---- | -------- |
| 1     | Ine ter Laak-Spijk | NLD  | 56,5     |
| 2     | Eis Nieuwpoort     | NLD  | 56,6     |
| 3     | Karin Gloger       | FRG  | 57,1     |
| 4     | Maria Jeibmann     | FRG  | 58,0     |

### 800 m
| Platz | Athletin             | Land | Zeit (min) |
| ----- | -------------------- | ---- | ---------- |
| 1     | Gerda Kraan          | NLD  | 2:08,6     |
| 2     | Nanny Schlüter       | FRG  | 2:08,6     |
| 3     | Veronika Kummerfeldt | FRG  | 2:08,9     |
| 4     | Janny Knaap          | NLD  | 2:19,1     |

### 80 m Hürden
| Platz | Athletin          | Land | Zeit (s) |
| ----- | ----------------- | ---- | -------- |
| 1     | Renate Junker     | FRG  | 11,3     |
| 2     | Monika Wessel     | FRG  | 11,4     |
| 3     | Henny Westra      | NLD  | 11,6     |
| 4     | Wemmy Spierenburg | NLD  | 11,9     |

### 4 × 100 m Staffel
| Platz | Besetzung      | Land                                                        | Zeit (s) |
| ----- | -------------- | ----------------------------------------------------------- | -------- |
| 1     | BR Deutschland | Renate Junker Jutta Heine Erika Freilinger Helga Hüttmann   | 46,5     |
| 2     | Niederlande    | Hannie Bloemhof Ellen Ort Ine ter Laak-Spijk Joke Bijleveld | 47,3     |

### Hochsprung
| Platz | Athletin       | Land | Höhe (m) |
| ----- | -------------- | ---- | -------- |
| 1     | Nel Zwier      | NLD  | 1,65     |
| 2     | Rita Kortum    | FRG  | 1,60     |
| 3     | Dini Hobers    | NLD  | 1,60     |
| 4     | Ursula Engelke | FRG  | 1,50     |

### Weitsprung
| Platz | Athletin          | Land | Weite (m) |
| ----- | ----------------- | ---- | --------- |
| 1     | Wemmy Spierenburg | NLD  | 6,00      |
| 2     | Joke Bijleveld    | NLD  | 5,93      |
| 3     | Liesel Jakobi     | FRG  | 5,79      |
| 4     | Erika Freilinger  | FRG  | 5,63      |

### Kugelstoßen
| Platz | Athletin            | Land | Weite (m) |
| ----- | ------------------- | ---- | --------- |
| 1     | Mathilde Hartl      | FRG  | 14,29     |
| 2     | Sigrun Grabert      | FRG  | 14,08     |
| 3     | Corrie van Wijk     | NLD  | 13,32     |
| 4     | Corry van den Bosch | NLD  | 12,90     |

### Diskuswurf
| Platz | Athletin            | Land | Weite (m) |
| ----- | ------------------- | ---- | --------- |
| 1     | Johanna Bienert     | FRG  | 50,74     |
| 2     | Gudrun Kapolke      | FRG  | 47,27     |
| 3     | Corry van den Bosch | NLD  | 42,62     |
| 4     | Loes Boling         | NLD  | 39,68     |

### Speerwurf
| Platz | Athletin               | Land | Weite (m) |
| ----- | ---------------------- | ---- | --------- |
| 1     | Liselotte Kipp         | FRG  | 51,19     |
| 2     | Wil van Montfoort      | NLD  | 48,45     |
| 3     | Mechtilde Nettes       | FRG  | 42,32     |
| 4     | Gre Versterre-van Zelm | NLD  | 39,27     |